# Sydøstjyllands Politi
Sydøstjyllands Politi er en politikreds, som omfatter kommunerne Skanderborg, Horsens, Hedensted, Vejle, Billund, Kolding og Fredericia. Politikredsen har et indbyggertal på 506.554 indbyggere (2024). Hovedpolitistationen er beliggende i Horsens.[kilde mangler]

## Historie
Politikredsen blev oprettet 1. januar 2007 som en del af politireformen, der reducerede antallet af politikredse fra 54 til 12. Reformen trådte i kraft samtidig med Strukturreformen og politikredsen grænser med fastlagt efter de nye kommuner, som blev etableret med sidstnævnte reform.
De tidligere politikredse Kolding, Vejle og Fredericia indgår fuldstændig i Sydøstjyllands Politi. Hovedparten af politikredsene Horsens og Odder indgår i kredsen, mens en mindre del af politikredsene Varde, Haderslev og Aarhus indgår i den kredsen.

## Organisation
Politikredsen ledes af politidirektøren, der siden 2015 har været Jørgen Abrahamsen.
Den øverste ledelse af politikredsen består desuden af en chefanklager, chefpolitiinspektør og stabschef, der henholdsvis har ansvaret for anklagemyndigheden, politiarbejdet og de understøttende funktioner. Der er omkring 875 ansatte i politikredsen og det årlige budget er på 450 mio. kr.

### Kredsrådet
Det formelle forum for samarbejde mellem kommunerne og politikredsen foregår i kredsrådet. Kredsrådet for Sydøstjyllands Politi har 12 medlemmer og består af borgmestrene for de syv kommuner i politikredsen og seks repræsentanter fra politiet.

### Politistationer
Politikredsen har seks politistationer:
- Horsens Politistation
- Skanderborg Politistation
- Vejle Politistation
- Billund Politistation
- Kolding Politistation
- Fredericia Politistation

Derudover har politikredsen er række lokale politikontorer i mindre byer, som ofte er placeret i forbindelse med øvrige offentlige funktioner.